# فهرست بزرگترین تولیدکنندگان مس
فهرست بزرگترین تولیدکنندگان مس، (به انگلیسی: List of copper production by company) فهرستی است از بزرگترین شرکت‌های استخراج‌کننده مس در جهان، که بر پایه تناژ تولید شده، در سال‌های مالی ۲۰۱۱ و ۲۰۱۲ رتبه‌بندی شده‌اند. این فهرست در اوایل سال ۲۰۱۴ توسط مجله وال استریت ژورنال منتشر شده‌است.
| رتبه | شرکت               | کشور                | تولید ۲۰۱۲ (تُن) | تولید ۲۰۱۱ (تُن) |
| ---- | ------------------ | ------------------- | --------------- | --------------- |
| ۱    | کودلکو             | شیلی                | ۱٫۸۳۳٫۶۰۰       | ۱٬۷۹۰٬۰۰۰       |
| ۲    | فریپورت-مکموران    | ایالات متحده آمریکا | ۱٬۴۱۷٬۵۰۰       |                 |
| ۳    | بی‌اچ‌پی بیلیتون     | استرالیا            | ۱٬۲۴۵٬۸۰۰       |                 |
| ۴    | گروپو مکزیکو       | مکزیک               | ۸۶۲٬۹۰۰         |                 |
| ۵    | آنتوفاگاستا پی‌ال‌سی | بریتانیا            | ۶۲۹٬۱۰۰         |                 |
| ۶    | ریو تینتو          | بریتانیا            | ۵۸۰٬۴۰۰         |                 |
| ۷    | کی‌جی‌اچ‌ام           | لهستان              | ۵۳۵٬۵۰۰         |                 |
| ۸    | انگلو امریکن       | بریتانیا            | ۴۶۱٬۲۰۰         |                 |
| ۹    | نوریلسک نیکل       | روسیه               | ۴۰۶٬۹۰۰         |                 |